# Surfers Paradise Street Circuit
Surfers Paradise Street Circuit – tymczasowy wyścigowy tor uliczny znajdujący się w Surfers Paradise w Australii. Tor gościł wyścigi IndyCar Gold Coast Indy 300, a od 1994 roku gości wyścigi serii V8 Supercars Gold Coast 600.
Jest to trzeci tor w regionie Surfers Paradise; wcześniejszymi obiektami były Southport (1954–1955) oraz Surfers Paradise International Raceway (1965–1987). Surfers Paradise Street Circuit został zainaugurowany w 1991 roku, kiedy to gościł zawody IndyCar. Okrążenie toru miało wówczas długość 4,498 km. Pierwszym zwycięzcą na tym torze został John Andretti. Na Surfers Paradise Street Circuit zawody IndyCar były organizowane do 2008 roku. W sezonie 2009/2010 po raz pierwszy na tym torze planowano zorganizować wyścig serii A1 Grand Prix, jednak przed inauguracją nowego sezonu seria upadła.
W 1994 roku na torze Surfers Paradise Street Circuit po raz pierwszy odbywał się wyścig cyklu V8 Supercars, zaś w 2002 roku – pierwszy wyścig wliczany do klasyfikacji mistrzostw tej serii. W 2010 roku pętlę skrócono do 2,98km.

## Zwycięzcy

### IndyCar
| Rok  | Kierowca           | Samochód               | Zespół          |
| ---- | ------------------ | ---------------------- | --------------- |
| 1991 | John Andretti      | Lola-Chevrolet Ilmor   | Hall/VDS        |
| 1992 | Emerson Fittipaldi | Penske-Chevrolet Ilmor | Penske          |
| 1993 | Nigel Mansell      | Lola-Ford Cosworth     | Newman/Haas     |
| 1994 | Michael Andretti   | Reynard-Ford Cosworth  | Ganassi         |
| 1995 | Paul Tracy         | Lola-Ford Cosworth     | Newman/Haas     |
| 1996 | Jimmy Vasser       | Reynard-Honda          | Ganassi         |
| 1997 | Scott Pruett       | Reynard-Ford Cosworth  | Patrick         |
| 1998 | Alex Zanardi       | Reynard-Honda          | Ganassi         |
| 1999 | Dario Franchitti   | Reynard-Honda          | Green           |
| 2000 | Adrián Fernández   | Reynard-Ford Cosworth  | Patrick         |
| 2001 | Cristiano da Matta | Lola-Toyota            | Newman/Haas     |
| 2002 | Mario Domínguez    | Lola-Ford Cosworth     | Herdez          |
| 2003 | Ryan Hunter-Reay   | Reynard-Ford Cosworth  | American Spirit |
| 2004 | Bruno Junqueira    | Lola-Ford Cosworth     | Newman/Haas     |
| 2005 | Sébastien Bourdais | Lola-Ford Cosworth     | Newman/Haas     |
| 2006 | Nelson Philippe    | Lola-Ford Cosworth     | HVM             |
| 2007 | Sébastien Bourdais | Panoz-Cosworth         | Newman/Haas     |
| 2008 | Ryan Briscoe       | Dallara-Honda          | Penske          |

### V8 Superstars
| Rok  | Kierowca                         | Samochód            | Zespół           |
| ---- | -------------------------------- | ------------------- | ---------------- |
| 1994 | John Bowe                        | Ford Falcon EB      | Dick Johnson     |
| 1996 | John Bowe                        | Ford Falcon EF      | Dick Johnson     |
| 1997 | Russell Ingall                   | Holden Commodore VS | Perkins          |
| 1998 | Mark Larkham                     | Ford Falcon EL      | Stone Brothers   |
| 1999 | Paul Radisich                    | Ford Falcon EL      | Dick Johnson     |
| 2000 | Paul Radisich                    | Ford Falcon AU      | Dick Johnson     |
| 2001 | Garth Tander                     | Holden Commodore VX | Garry Rogers     |
| 2002 | Jason Bargwanna                  | Holden Commodore VX | Garry Rogers     |
| 2003 | Russell Ingall                   | Ford Falcon BA      | Stone Brothers   |
| 2004 | Greg Murphy                      | Holden Commodore VY | K-Mart           |
| 2005 | Craig Lowndes                    | Ford Falcon BA      | Triple Eight     |
| 2006 | Todd Kelly                       | Holden Commodore VZ | Holden           |
| 2007 | Garth Tander                     | Holden Commodore VE | HSV Dealer       |
| 2008 | Jamie Whincup                    | Ford Falcon BF      | Triple Eight     |
| 2009 | Garth Tander                     | Holden Commodore VE | Holden           |
| 2009 | Mark Winterbottom                | Ford Falcon FG      | Ford Performance |
| 2010 | Garth Tander Cameron McConville  | Holden Commodore VE | Holden           |
| 2010 | Jamie Whincup Steve Owen         | Holden Commodore VE | Triple Eight     |
| 2011 | Jamie Whincup Sébastien Bourdais | Holden Commodore VE | Triple Eight     |
| 2011 | Mark Winterbottom Richard Lyons  | Ford Falcon FG      | Ford Performance |
| 2012 | Jamie Whincup Sébastien Bourdais | Holden Commodore VE | Triple Eight     |
| 2012 | Will Davison Mika Salo           | Ford Falcon FG      | Ford Performance |